# Henderson Pyramid
Die Henderson Pyramid ist ein 2450 m hoher, markanter und hauptsächlich vereister Berg im ostantarktischen Viktorialand. Auf der Westseite der Royal Society Range ragt er 6 km südsüdwestlich des Ugolini Peak auf.
Der United States Geological Survey (USGS) kartierte ihn anhand eigener Vermessungen und Luftaufnahmen der United States Navy aus den Jahren von 1956 bis 1961. Das Advisory Committee on Antarctic Names benannte ihn 1995 nach dem Kartographen Thomas E. Henderson vom USGS, der zwischen 1979 und 1980 an Vermessungen des Ellsworthgebirges beteiligt war, zwischen 1981 und 1982 eine Mannschaft zur Vermessung des nördlichen Viktorialands geleitet und im antarktischen Winter 1982 zu einer Mannschaft für Satellitengeodäsie auf der Amundsen-Scott-Südpolstation gehört hatte.